# Dudylany
Dudylany (niem. Doderlage) – dawna wieś w Polsce. Leżała na obszarze współczesnego województwa zachodniopomorskiego, powiatu szczecineckiego, gminy Borne Sulinowo.
Dawna śródleśna wieś okolnica, ułożona wokół założonego stawu, na południe od Jeziora Kowal, około 4,5 km na północny zachód od Kłomina.

## Historia
Pogranicze Powiatu Netze, do którego wieś dawniej należała, przynależało pierwotnie do Księstwa Pomorskiego, przejściowo znalazło się pod panowaniem polskim, a następnie przeszło w ręce margrabiów brandenburskich. W ramach I rozbioru Polski i Litwy wieś wróciła w 1772 roku wraz z powiatem Deutsch Krone pod panowanie Prus. Starsze nazwy miejscowości to Róża (1582) i Dodelag (1641). Wieś otrzymała przywilej od starosty Andrzeja II Górki. Pierwszy sołtys nazywał się Georg Szyba.
Około 1930 roku gmina jednostkowa Doderlage obejmowała obszar o powierzchni 24,5 km², a na jej terenie znajdowały się trzy osiedla, Doderlage, Forsthaus Birkhof i Mühlengut Bruchmühl, na których łącznie stały 33 zamieszkane budynki mieszkalne. W 1941 roku część gminy Doderlage została włączona do poligonu wojskowego Groß Born. W 1945 roku wieś Doderlage należała do powiatu Deutsch Krone w okręgu administracyjnym Marchia Graniczna Poznańsko-Zachodniopruska, należącym do prowincji Pomorze III Rzeszy. Doderlage zostało przydzielone do dystryktu Rederitz. Podczas II wojny światowej Doderlage wchodziło w skład Wału Pomorskiego. W lutym 1945 Doderlage zostało zajęte przez Armię Czerwoną. Po zakończeniu działań wojennych sowiecki okupant przekazał ten region wraz z całym Pomorzem Wschodnim i południową częścią Prus Wschodnich – z wyłączeniem rejonów wojskowych zastrzeżonych – pod administrację PRL. Odtąd Doderlage było zarządzane pod polską nazwą miejscowości Dudylany, a miejscowa ludność została wypędzona do Niemiec.
Po wojnie Dudylany stanowiły samodzielną gromadę w gminie Sypniewo w powiecie wałeckim w województwie szczecińskim a od 1950 w województwie koszalińskim. W 1954 włączone do gromady Ostroróg w powiecie szczecineckim, a po jej zniesieniu 1 stycznia 1958 – do gromady Łubowo w tymże powiecie, gdzie przetrwały do końca 1972 roku, czyli do kolejnej reformy gminnej. W latach 1975–1998 miejscowość administracyjnie należała do województwa koszalińskiego.
Obecnie po Dudylanach nie zachowało się żadna zabudowa, a wieś została zatopiona, przez poszerzenia stawu, wokół którego Dudylany były osadzone. Obecnie zbiornik ten nazywa się Jezioro Dudylany.